# تراپیست-۱اف
تراپیست-۱اف (انگلیسی: TRAPPIST-1f) که 2MASS J23062928-0502285 f نیز نامیده می‌شود، یک سیاره فراخورشیدی زمین‌سان است که در کمربند حیات سیاره کوتوله فراسرد تراپیست-۱ به دور آن گردش می‌کند. این سیاره در فاصله ۳۹ سال نوری (۱۲ پارسک) از زمین در صورت فلکی دلو قرار دارد. این سیاره با استفاده از روش‌های یافتن سیاره‌های فراخورشیدی که با اندازه‌گیری کاهش نور ستاره هنگام عبور سیاره از جلو آن انجام می‌شود، کشف شد.
این سیاره یکی از چهار سیاره جدیدی است که با استفاده از تلسکوپ فضایی اسپیتزر در حال گردش به دور ستاره خود کشف شد.